# Ivanovo (Russia)
Ivánovo (in russo Ива́ново?) è una città della Russia europea centrale, situata trecento chilometri circa a nordest di Mosca, sul fiume Uvod'; è capoluogo della oblast' omonima e, pur essendone amministrativamente separata, del rajon Ivanovskij.

## Storia
La città viene menzionata per la prima volta nel 1561, quando fu donata alla famiglia principesca di Cherkassky da Ivan IV, dopo il matrimonio di quest'ultimo con Maria Cherkasskaya. Tuttavia, il documento pertinente è andato perduto.
La città moderna è stata creata unendo il vecchio villaggio di lavorazione del lino Ivanovo con l'industriale Voznesensky Posad nel 1871. Yakov Garelin, mecenate delle arti, storico, produttore e personaggio pubblico, è considerato il fondatore della città e il suo secondo capo. Sotto la sua guida, la città iniziò a svilupparsi, industrializzarsi e crescere.
Fino al 1932, il nome ufficiale della città era Ivanovo-Voznesensk. Grazie alla sua industria manifatturiera tessile, Ivanovo si guadagnò il soprannome di "Manchester russa" durante il XIX secolo.
All'inizio del XX secolo, Ivanovo era in competizione con Łódź (anch'essa parte dell'Impero russo a quel tempo) per il titolo di principale centro di produzione tessile d'Europa. Poiché le condizioni di vita dei lavoratori erano spaventose, gli scioperi erano frequenti. Uno di questi scioperi (14 maggio-22 luglio 1905) portò alla prima rivoluzione russa. Secondo la storiografia sovietica, il Soviet di Ivanovo (creato il 28 maggio 1905) fu uno dei primi Soviet della storia.
Nel 1937, la città aprì l'Interdom, una scuola per figli di comunisti stranieri, compresi studenti di alto livello.
A Ivanov, iniziò le operazioni il leggendario squadrone aereo (allora noto come Reggimento) "Normandie-Niemen".  In base all'accordo tra il governo sovietico e il governo in esilio della "Francia libera" alla fine del 1942, un gruppo di piloti francesi fu inviato in Unione Sovietica. La costruzione di un nuovo aeroporto iniziò nella periferia settentrionale della città. Ai piloti furono forniti alloggi dignitosi e 14 aerei da caccia Yak-1. Nel 1943, i francesi combatterono a fianco delle forze aeree sovietiche. Ivanov/Ivanovo fu bombardata durante la seconda guerra mondiale e contesa, brevemente, durante la guerra civile russa.
Dopo la guerra, insieme alla continua industria tessile a Ivanovo si svilupparono l'ingegneria e altre industrie. Negli anni '60, la città divenne il centro del Consiglio economico superiore. Gli anni '80 videro il ritmo accelerato della costruzione di alloggi.
Il 9 giugno 1984, Ivanovo fu colpita da un tornado F4 che uccise almeno 69 persone e ne ferì più di 130.  Alcune stime indicano fino a 95 morti. Il tornado ha danneggiato, distrutto o raso al suolo più di 1.180 case ed è diventato uno dei peggiori ad aver colpito la Russia. Ciò faceva parte dell'epidemia di tornado dell'Unione Sovietica del 1984 che ha prodotto almeno 11 tornado, di cui due di grado F4. Inoltre, i forti temporali hanno anche prodotto grandine fino a 1 chilogrammo (2,2 libbre) di peso, tra i chicchi di grandine più pesanti confermati in tutto il mondo. Dall'inizio del 21º secolo c'è stato un calo della produzione a Ivanovo. Nel primo decennio del secolo, un gran numero di aziende sono state chiuse. Le fabbriche di tessitura BIM, BAT melange Plant e altre aziende più piccole nel settore tessile hanno cessato di esistere.

## Economia
Ivanovo è stata per lungo tempo considerata la capitale dell'industria tessile russa (come si può desumere guardando lo stemma della città); la presenza di un così grande numero di lavoratori, sottoposti a dure condizioni di vita, sfociò in frequenti scioperi che ebbero una parte non secondaria nello scatenarsi di alcune rivolte che confluirono nelle rivoluzioni russe di inizio XX secolo.
In Russia la città è nota come "città delle spose", dato che buona parte dei lavoratori degli opifici erano donne, rappresentate anche nello stemma comunale.

## Amministrazione

### Gemellaggi
- Agia Napa
- Kraljevo
- Mladenovac
- Orša
- Łódź, fino al 2022